# Polluelas de Aibonito 2017
Questa voce raccoglie le informazioni riguardanti le Polluelas de Aibonito nella stagione 2017.

## Organigramma societario
Area direttiva
- Presidente: Luis Ernesto Santini

Area tecnica
- Allenatore: Charlie Ramírez (fino a marzo), Rafael Olazagasti (da marzo)

## Rosa
| N° | Nome              | Ruolo | Data di nascita  | Nazionalità sportiva |
| -- | ----------------- | ----- | ---------------- | -------------------- |
| 2  | Debora Seilhamer  | L     | 10 aprile 1985   | Porto Rico           |
| 3  | Zoé Sostre        | C     | 12 maggio 1993   | Porto Rico           |
| 4  | Lianne Rodríguez  | -     | -                | Porto Rico           |
| 5  | Erin Fairs        | S     | 14 agosto 1994   | Stati Uniti          |
| 6  | Ashley Aponte     | S     | 1º febbraio 1991 | Porto Rico           |
| 7  | Laudevis Marrero  | C     | 4 agosto 1987    | Porto Rico           |
| 8  | Gelymar Rodríguez | S     | 26 giugno 1992   | Porto Rico           |
| 9  | Katie Carter      | S/O   | 10 ottobre 1985  | Stati Uniti          |
| 10 | Yamari Padilla    | P     | 10 maggio ?      | Porto Rico           |
| 11 | Legna Hernández   | S     | 18 luglio 1991   | Porto Rico           |
| 12 | Nicole Rodríguez  | P     | 21 marzo 1994    | Porto Rico           |
| 13 | Karla Gilfú       | -     | -                | Porto Rico           |
| 14 | Bibiana Candelas  | C/O   | 2 dicembre 1983  | Messico              |
| 14 | Jennylee Martínez | C     | 22 ottobre 1991  | Porto Rico           |
| 15 | Jennymar Santiago | P     | 28 luglio 1994   | Porto Rico           |
| 15 | Ashley Vázquez    | P     | 8 gennaio 1993   | Porto Rico           |
| 16 | Alexandra Oquendo | C     | 3 febbraio 1984  | Porto Rico           |

## Mercato
| Acquisti | Acquisti          | Acquisti             | Acquisti   |
| R.       | Nome              | da                   | Modalità   |
| -------- | ----------------- | -------------------- | ---------- |
| L        | Debora Seilhamer  | Lancheras de Cataño  | definitivo |
| C        | Zoé Sostre        | Gigantes de Carolina | definitivo |
| -        | Lianne Rodríguez  | ?                    | definitivo |
| S        | Erin Fairs        | Maltepe              | definitivo |
| S        | Ashly Aponte      | -                    | definitivo |
| C        | Laudevis Marrero  | -                    | definitivo |
| S        | Gelymar Rodríguez | Lancheras de Cataño  | definitivo |
| S/O      | Katie Carter      | -                    | definitivo |
| P        | Yamari Padilla    | Gigantes de Carolina | definitivo |
| S        | Legna Hernández   | Lancheras de Cataño  | definitivo |
| P        | Nicole Rodríguez  | Lancheras de Cataño  | definitivo |
| -        | Karla Gilfú       | ?                    | definitivo |
| C        | Alexandra Oquendo | Lancheras de Cataño  | definitivo |
| P        | Jennymar Santiago | Changas de Naranjito | definitivo |
| C/O      | Bibiana Candelas  | Changas de Naranjito | definitivo |
| P        | Ashley Vázquez    | Changas de Naranjito | definitivo |

| Cessioni | Cessioni          | Cessioni             | Cessioni   |
| R.       | Nome              | a                    | Modalità   |
| -------- | ----------------- | -------------------- | ---------- |
| -        | Lianne Rodríguez  | -                    | definitivo |
| S        | Legna Hernández   | Changas de Naranjito | definitivo |
| P        | Jennymar Santiago | Changas de Naranjito | definitivo |
| C/O      | Bibiana Candelas  | -                    | definitivo |

## Risultati

### LVSF

#### Regular season
| 1ª giornata - 26 gennaio 2017 Coliseo Emilio Huyke, Humacao               | Orientales de Humacao   | 3 - 2 | Polluelas de Aibonito   | 23-25, 25-13, 25-18, 17-25, 15-12 |
| 2ª giornata - 28 gennaio 2017 Coliseo José Marrón Aponte, Aibonito        | Polluelas de Aibonito   | 3 - 2 | Capitalinas de San Juan | 25-14, 25-27, 23-25, 25-22, 15-13 |
| 3ª giornata - 2 febbraio 2017 Coliseo José Marrón Aponte, Aibonito        | Polluelas de Aibonito   | 0 - 3 | Criollas de Caguas      | 22-25, 18-25, 22-25               |
| 4ª giornata - 4 febbraio 2017 Coliseo José Marrón Aponte, Aibonito        | Polluelas de Aibonito   | 3 - 1 | Changas de Naranjito    | 24-26, 25-22, 25-16, 25-18        |
| 5ª giornata - 8 febbraio 2017 Coliseo Salvador Dijols, Ponce              | Leonas de Ponce         | 3 - 1 | Polluelas de Aibonito   | 25-20, 25-11, 23-25, 25-23        |
| 6ª giornata - 10 febbraio 2017 Coliseo José Marrón Aponte, Aibonito       | Polluelas de Aibonito   | 3 - 0 | Gigantes de Carolina    | 25-18, 25-11, 25-15               |
| 7ª giornata - 12 febbraio 2017 Palacio de Recreación y Deportes, Mayagüez | Indias de Mayagüez      | 3 - 0 | Polluelas de Aibonito   | 25-23, 25-22, 25-16               |
| 8ª giornata - 16 febbraio 2017 Coliseo Rafael Amalbert, Juncos            | Valencianas de Juncos   | 3 - 0 | Polluelas de Aibonito   | 25-22, 25-23, 25-14               |
| 9ª giornata - 18 febbraio 2017 Coliseo José Marrón Aponte, Aibonito       | Polluelas de Aibonito   | 1 - 3 | Orientales de Humacao   | 19-25, 25-22, 13-25, 21-25        |
| 10ª giornata - 23 febbraio 2017 Coliseo José Marrón Aponte, Aibonito      | Polluelas de Aibonito   | 0 - 3 | Valencianas de Juncos   | 19-25, 22-25, 23-25               |
| 11ª giornata - 1º marzo 2017 Coliseo José Marrón Aponte, Aibonito         | Polluelas de Aibonito   | 0 - 3 | Indias de Mayagüez      | 18-25, 24-26, 24-26               |
| 12ª giornata - 3 marzo 2017 Coliseo Guillermo Angulo, Carolina            | Gigantes de Carolina    | 1 - 3 | Polluelas de Aibonito   | 17-25, 25-22, 20-25, 23-25        |
| 13ª giornata - 5 marzo 2017 Coliseo Héctor Solá Bezares, Caguas           | Criollas de Caguas      | 3 - 0 | Polluelas de Aibonito   | 25-19, 25-19, 25-18               |
| 14ª giornata - 8 marzo 2017 Coliseo Roberto Clemente, San Juan            | Capitalinas de San Juan | 3 - 0 | Polluelas de Aibonito   | 25-18, 25-22, 25-18               |
| 15ª giornata - 10 marzo 2017 Coliseo José Marrón Aponte, Aibonito         | Polluelas de Aibonito   | 0 - 3 | Leonas de Ponce         | 23-25, 18-25, 26-28               |
| 16ª giornata - 12 marzo 2017 Coliseo Gelito Ortega, Naranjito             | Changas de Naranjito    | 2 - 3 | Polluelas de Aibonito   | 25-21, 12-25, 20-25, 25-23, 9-15  |
| 17ª giornata - 15 marzo 2017 Coliseo José Marrón Aponte, Aibonito         | Polluelas de Aibonito   | 2 - 3 | Orientales de Humacao   | 20-25, 26-24, 19-25, 25-15, 10-15 |
| 18ª giornata - 17 marzo 2017 Coliseo Salvador Dijols, Ponce               | Leonas de Ponce         | 3 - 1 | Polluelas de Aibonito   | 25-22, 23-25, 25-23, 25-20        |
| 19ª giornata - 23 marzo 2017 Coliseo Rafael Amalbert, Juncos              | Valencianas de Juncos   | 3 - 1 | Polluelas de Aibonito   | 25-17, 20-25, 25-18, 28-26        |
| 20ª giornata - 25 marzo 2017 Coliseo José Marrón Aponte, Aibonito         | Polluelas de Aibonito   | 1 - 3 | Changas de Naranjito    | 25-17, 23-25, 19-25, 19-25        |
| 21ª giornata - 29 marzo 2017 Coliseo José Marrón Aponte, Aibonito         | Polluelas de Aibonito   | 3 - 2 | Criollas de Caguas      | 19-25, 25-22, 22-25, 25-19, 15-8  |
| 22ª giornata - 3 aprile 2017 Palacio de Recreación y Deportes, Mayagüez   | Indias de Mayagüez      | 3 - 1 | Polluelas de Aibonito   | 23-25, 25-21, 25-22, 25-20        |
| 23ª giornata - 6 aprile 2017 Coliseo Guillermo Angulo, Carolina           | Gigantes de Carolina    | 3 - 2 | Polluelas de Aibonito   | 25-27, 25-21, 24-26, 25-14, 15-11 |
| 24ª giornata - 9 aprile 2017 Coliseo José Marrón Aponte, Aibonito         | Polluelas de Aibonito   | 3 - 1 | Capitalinas de San Juan | 25-22, 25-21, 14-25, 25-22        |

## Statistiche

### Statistiche di squadra
| Competizione | Punti | In casa | In casa | In casa | In trasferta | In trasferta | In trasferta | Totale | Totale | Totale |
| Competizione | Punti | G       | V       | P       | G            | V            | P            | G      | V      | P      |
| ------------ | ----- | ------- | ------- | ------- | ------------ | ------------ | ------------ | ------ | ------ | ------ |
| LVSF         | 21    | 12      | 5       | 7       | 12           | 2            | 10           | 24     | 7      | 17     |
| Totale       | -     | 12      | 5       | 7       | 12           | 2            | 10           | 24     | 7      | 17     |

G = partite giocate; V = partite vinte; P = partite perse